# Kimberly Foster
Kimberly Foster (* 6. Juli 1961 in Fort Smith, Arkansas) ist eine US-amerikanische Schauspielerin.

## Leben
Bevor sie ihre Schauspielkarriere startete, studierte sie auf der Universität in Arkansas und verdiente sich ihr Geld als Model.
Im Jahr 1983 gab sie ihr Fernsehdebüt. Am bekanntesten wurde die Schauspielerin als Michelle Stevens in der US-Serie Dallas, wo sie von 1989 bis 1991 eine Hauptrolle spielte. 

## Filmografie
- 1983: Ein Traummann auf der Titelseite (Making of a Male Model, Fernsehfilm)
- 1983: Kampf um Yellow Rose (The Yellow Rose, Fernsehserie, eine Folge)
- 1984: Ein Colt für alle Fälle (The Fall Guy, Fernsehserie, eine Folge)
- 1984: Double Trouble (Fernsehserie, eine Folge)
- 1984: Karussell der Puppen (Fernsehserie, zwei Folgen)
- 1984: Knight Rider (Fernsehserie, eine Folge)
- 1985: Das A-Team (The A-Team, Fernsehserie, eine Folge)
- 1985: The Best Times (Fernsehserie, eine Folge)
- 1985: Hotel (Fernsehserie, eine Folge)
- 1985: Mode, Models und Intrigen (Cover Up, Fernsehserie, eine Folge)
- 1986: Ein ganz verrückter Sommer (One Crazy Summer)
- 1987: Die besten Jahre (Thirtysomething, Fernsehserie, eine Folge)
- 1987: Schlappe Bullen beißen nicht (Dragnet)
- 1988: Im Schatten der Götter (Windmills of the Gods, Fernsehfilm)
- 1988: Kopflos durch die Nacht (It Takes Two)
- 1988: Man(n) hats nicht leicht (You Can't Hurry Love)
- 1989: CBS Summer Playhouse (Fernsehserie, eine Folge)
- 1989–1991: Dallas (Fernsehserie, 44 Folgen)
- 1992: Zurück in die Vergangenheit (Quantum Leap, Fernsehserie, eine Folge)
- 1992: Bay City Story (Fernsehfilm)
- 1993: Love Bites
- 1993: Broken Trust
- 1994: All My Children (Fernsehserie, 13 Folgen)